# Sonic Chaos
Sonic Chaos, na Japonskem znana kot Sonic & Tails je ploščadna igra franšize Ježek Sonic japonskega podjetja Sega. Izšla je leta 1993 za konzolo Sega Game Gear.

## Zgodba
Južni otok je miren kraj, kjer se nahaja šest Smaragdov Kaosa. Odvisno od uporabe lahko služijo za doseganje tako dobrih kot slabih ciljev. Prav zaradi slednjih se jih dr. Robotnik odloči poiskati.
Na eni izmed svojih pustolovščin Sonic in Tails izveta, da je Robotniku uspelo odkriti prvega od šestih smaragdov. Nemudoma se odpravita na otok. Ob njunem prihodu se otok utaplja, saj ga je na gladini držala moč smaragdov. S tem ko je Robotnik enega vzel k sebi je padlo ravnotežje moči smaragdov.
Robotnik je že prepričan, da je tokrat zares zmagal, Sonic pa se odloči ponovno združiti vseh šest smaragdov in rešiti otok.

## Potek igre
Igralec na začetku igre izbere Sonica oz. Tailsa. Z izbrano osebo igra vso igro.
Igra vsebuje osem con, razdeljene po tri dejanja.
Če igralec zaključi cono z vsaj 100 obroči bo takoj zatem poslan v posebno cono. Kot nagrado ob opravljeni coni bo prejel en Smaragd Kaosa.
Konec igre je odvisen od števila zbranih smaragdov.